# Avro 508
Авро 508 — британский прототип одномоторного разведывательного самолёта; компании Avro Aircraft. Первый полёт совершил в декабре 1913 года, по своим характеристикам он не подошёл ВВС Великобритании и был оставлен в единственном экземпляре.
Официально самолёт был представлен публике дважды. Впервые планер самолёта был показан в январе 1914 года на выставке в Манчестере. Полностью готовый самолёт был продемонстрирован на авиасалоне Olympia Aero Show в Лондоне в марте того же года.
В связи с тем, что заказ на этот самолёт не поступал его передали в лётную школу в Хендоне в качестве учебно-тренировочного. В апреле 1916 года с самолёта демонтировали двигатель, а сам самолёт был разобран.

## Описание
Avro 500 — деревянный двухместный биплан с толкающими винтами, имел три отсека для размещения вооружения.
Крылья — деревянные обтянутые полотном, трёхлонжеронные, с одинаковыми размахами, прямоугольные в плане с закруглёнными концами. Стойки бипланной коробки деревянные, каплевидные. Растяжки между крыльями бипланной коробки — стальные тросы и ленты. На верхнем и нижнем крыльях были установлены элероны. Это была первая модель «Авро», в которой тяги управления элеронов были уложены в закрытые ниши.
Фюзеляж представлял собой гондолу квадратного сечения, которая крепилась к нижнему крылу. Деревянный каркас состоял из четырёх лонжеронов из ясеня и еловых поперечных распорок. Обшивка — полотно, пропитанное лаком. Самолёт имел две открытые кабины, наблюдатель располагался в передней кабине. В носовой части гондолы размещался стрелок-наблюдатель, что обеспечивало ему хороший обзор. Пилот располагался сзади стрелка, перед топливным баком в середине гондолы.
Хвостовая балка состояла из стальных труб, соединённых между собой еловыми стойками. Сужающаяся задняя часть балки соединялась непосредственно перед передней кромкой хвостового оперения и была встроена в конструкцию хвостового оперения.
Шасси — двухопорное с центральными салазками.
Силовая установка — ротативный двигатель с воздушным охлаждением Gnome мощностью 80 л.с., крепился сзади гондолы на стальных трубчатых опорах. Топливный и масляный баки были расположены за сиденьем пилота перед двигателем. Вместимость баков достаточна для непрерывного полёта продолжительностью 4,5 часа. Воздушный винт двухлопастной толкающий.
Оборонительного вооружения не имел. Предусматривалось установка одного пулемёта в носовой части гондолы.

## Лётные данные
| Размах крыла, м             | 13,41      |
| Длина, м                    | 8,15       |
| Высота, м                   | 3,05       |
| Площадь крыла, м2           | 43,48      |
| Масса, пустого самолета кг  | 454        |
| нормальная взлетная         | 762        |
| Тип двигателя               | 1 ПД Gnome |
| Мощность, л.с.              | 100        |
| Максимальная скорость, км/ч | 105        |
| Крейсерская скорость        | 90         |
| Продолжительность полета, ч | 4,5        |
| скорость, км/ч              | 90         |
| Экипаж                      | 2          |